# サイード・ジャリーリー
サイード・ジャリーリー（ペルシア語: سعید جلیلی、 ラテン文字：Saeed Jalili、1965年9月6日 -）は、イランの政治家。国家安全保障最高評議会書記（第3代）を務めた。日本語メディアではジャリリ、ジャリリーと表記されることがある。

## 経歴
イラン北東部のマシュハド出身。革命防衛隊に属しイラン・イラク戦争に従軍。エマーム・サーデグ大学で政治学Ph.D.（博士号）を取得（博士論文は「預言者ムハンマドの外交政策」）。大学講師を経て1989年に外務省官僚に、2005年に欧米担当外務次官就任。そしてアフマディーネジャード大統領からの指名を受け2007年に国家安全保障最高会議のトップである書記に就任した。同年から2013年まで核問題についての西側との交渉を担った。
2013年イラン大統領選挙に立候補したが、4,168,946票の3位に終わり落選した。同年、公益判別会議の議員に任命される。
2021年イラン大統領選挙に立候補して、護憲評議会による審査で出馬を承認された7名の大統領候補のうちの一人となった。しかし投票日を2日後に控えた6月16日の午後、大統領選からの辞退を表明した上で自身を支持する有権者たちにエブラーヒーム・ライースィー候補を支持するよう呼び掛けた。選挙の結果、ライースィー候補が過半数となる約61.95％を得票して決選投票なしで次期大統領に選出された。
2024年の大統領選挙にも立候補し、6月28日の第1回投票では2453万5185票のうち947万3298票を獲得して2位につけ、首位で改革派のマスウード・ペゼシュキヤーン（1041万5991票）と共に7月5日の決選投票に進出したが、決選投票では1353万8179票でペゼシュキヤーンの1638万4403票に及ばず落選となった。

## 人物
1992年に結婚し、子が一人いる。